# Ian Murdock
Ian Ashley Murdock (28. dubna 1973 Kostnice – 28. prosince 2015 San Francisco) byl německý programátor, zakladatel projektu linuxové distribuce Debian.

## Životopis
Narodil se v německé Kostnici, kde jeho otec Larry L. Murdock přednášel na univerzitě. 
V roce 1993 při studiu Purdueově univerzitě, kde získal bakalářský titul v oboru počítačových věd, publikoval manifest Debianu.
Název Debian je kombinací jmen jeho tehdejší přítelkyně Debry (později manželky a exmanželky) a jeho vlastního.
Od chvíle, kdy se stal členem společnosti Sun Microsystems byl lídrem v projektu OpenSolaris, jehož cílem je vytvoření otevřené verze Solarisu.